# جنگ ۱۹۴۸ اعراب و اسرائیل
جنگ ۱۹۴۸ اعراب و اسرائیل که با نام جنگ اول اعراب و اسرائیل نیز شناخته می‌شود، دومین و آخرین مرحله از جنگ ۱۹۴۹–۱۹۴۷ فلسطین و اسرائیل بود. این جنگ در نیمه‌شب ۱۴ مهٔ ۱۹۴۸ و با اعلام استقلال اسرائیل، پایان قیمومت بریتانیا بر فلسطین و ورود ائتلاف نظامی کشورهای عرب به خاک فلسطین تحت قیمومت بریتانیا در سحرگاه روز بعدی آغاز شد. پایان رسمی این جنگ با توافق صلح ۱۹۴۹ و تعریف خط سبز صورت پذیرفت.
به دنبال انتشار بیانیه بالفور در ۱۹۱۷ و شکل‌گیری قیمومت بریتانیا بر فلسطین در ۱۹۲۰ و در چارچوب مهاجرت دسته‌جمعی یهودیان اروپا به فلسطین، تنش‌ها و درگیری‌هایی میان اعراب، یهودیان و بریتانیایی‌ها وجود داشت. هم اعراب و هم یهودیان از سیاست‌های بریتانیا ناراضی بودند. نیروهای مخالف عرب شورش اعراب در فلسطین (۱۹۳۹–۱۹۳۶) را رقم زدند و نیروهای مخالف یهودی نیز بین سال‌های ۱۹۴۴ تا ۱۹۴۷، علیه نیروهای بریتانیایی شورش کردند.
یک روز بعد از تصویب طرح سازمان ملل برای تقسیم فلسطین در ۲۹ نوامبر ۱۹۴۷، جنگ داخلی آغاز شد؛ طرح سازمان ملل این سرزمین را به سه قسمت شامل یک کشور عرب، یک کشور یهودی و سرزمین مستقل بین‌المللی شامل اورشلیم و بیت‌لحم تقسیم می‌کرد. نیروهای یهودی بعد از اجرای نقشه دالت در آوریل ۱۹۴۸، سرزمین‌هایی را برای تأسیس کشور اسرائیل را تصرف کرده بودند و در ۱۴ مهٔ ۱۹۴۸، اسرائیل اعلام استقلال کرد. به دنبال پایان قیمومت بریتانیا و در سحرگاه بعدی، نیروهای مصر، اردن، سوریه و همچنین نیروهایی از عراق وارد فلسطین شدند. نیروهای عرب کنترل مناطق عرب‌نشین را به دست گرفتند و به نیروهای اسرائیلی و چندین شهرک یهودی‌نشین حمله کردند. این نبرد حدوداً ۱۰ ماهه در سرزمین‌های فلسطین تحت قیمومت، شبه‌جزیره سینا و جنوب لبنان ادامه داشت و در چندین نوبت نیز به خاطر آتش‌بس متوقف شد.
در نتیجهٔ این جنگ، اسرائیل کنترل تمامی نواحی‌ای که در طرح سازمان ملل برای یهودیان در نظر گرفته شده بود را به دست آورد و به علاوه ۶۰ درصد از بخشی که برای اعراب در نظر گرفته شده بود را نیز تصرف کرد. اسرائیل همچنین کنترل اورشلیم غربی را به دست گرفت. اردن کنترل اورشلیم شرقی و سرزمینی که بعداً به کرانه باختری معروف شد را در دست گرفت و یک سال بعد آن‌جا را به کشور خود الحاق کرد. مصر نیز سرزمینی را که بعداً به نام نوار غزه معروف شد، اشغال کرد.